# Grand Prix Formule 1 van Bahrein 2009

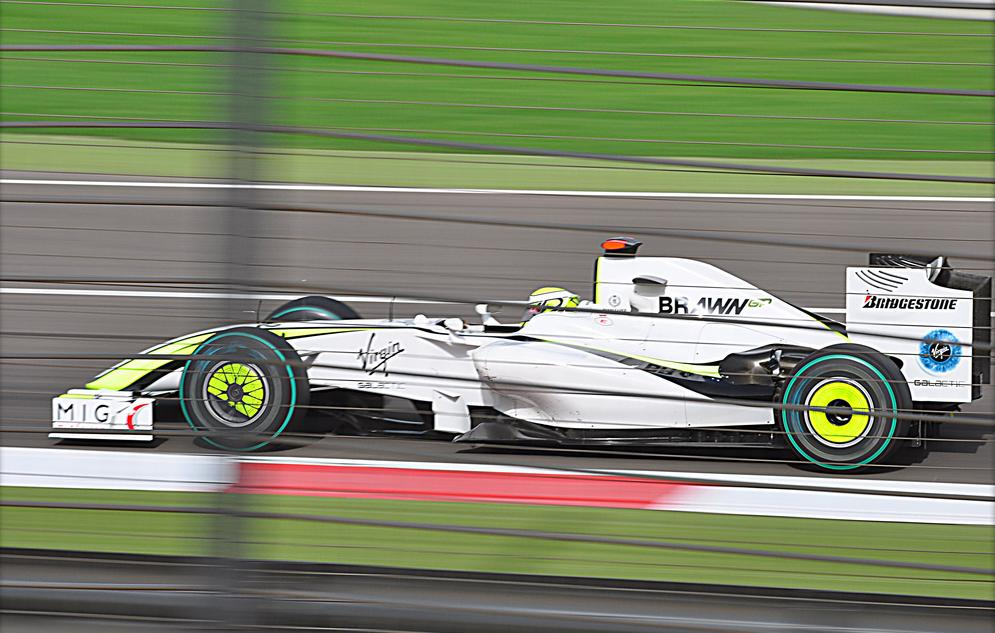
Winnaar Jenson Button.

De Grand Prix Formule 1 van Bahrein 2009 werd gehouden op 26 april 2009 op het Bahrain International Circuit. Het was de vierde race uit het kampioenschap. De race werd gewonnen door Jenson Button. Sebastian Vettel finishte op de tweede positie, Toyota-rijder Jarno Trulli werd derde.

## Kwalificatie
| Positie | Nummer | Naam                 | Team                 | Q1       | Q2       | Q3       | Grid |
| ------- | ------ | -------------------- | -------------------- | -------- | -------- | -------- | ---- |
| 1       | 9      | Jarno Trulli         | Toyota               | 1:32.799 | 1:32.671 | 1:33.431 | 1    |
| 2       | 10     | Timo Glock           | Toyota               | 1:33.165 | 1:32.613 | 1:33.712 | 2    |
| 3       | 15     | Sebastian Vettel     | Red Bull-Renault     | 1:32.680 | 1:32.474 | 1:34.015 | 3    |
| 4       | 22     | Jenson Button        | Brawn-Mercedes       | 1:32.978 | 1:32.842 | 1:34.044 | 4    |
| 5       | 1      | Lewis Hamilton       | McLaren-Mercedes     | 1:32.851 | 1:32.877 | 1:34.196 | 5    |
| 6       | 23     | Rubens Barrichello   | Brawn-Mercedes       | 1:33.116 | 1:32.842 | 1:34.239 | 6    |
| 7       | 7      | Fernando Alonso      | Renault              | 1:33.627 | 1:32.860 | 1:34.578 | 7    |
| 8       | 3      | Felipe Massa         | Ferrari              | 1:33.297 | 1:33.014 | 1:34.818 | 8    |
| 9       | 16     | Nico Rosberg         | Williams-Toyota      | 1:33.672 | 1:33.166 | 1:35.134 | 9    |
| 10      | 4      | Kimi Räikkönen       | Ferrari              | 1:33.117 | 1:32.827 | 1:35.380 | 10   |
| 11      | 2      | Heikki Kovalainen    | McLaren-Mercedes     | 1:33.479 | 1:33.242 |          | 11   |
| 12      | 17     | Kazuki Nakajima      | Williams-Toyota      | 1:33.221 | 1:33.348 |          | 12   |
| 13      | 5      | Robert Kubica        | BMW Sauber           | 1:33.495 | 1:33.487 |          | 13   |
| 14      | 6      | Nick Heidfeld        | BMW Sauber           | 1:33.377 | 1:33.562 |          | 14   |
| 15      | 8      | Nelson Piquet jr.    | Renault              | 1:33.608 | 1:33.941 |          | 15   |
| 16      | 20     | Adrian Sutil         | Force India-Mercedes | 1:33.722 |          |          | 191  |
| 17      | 12     | Sébastien Buemi      | Toro Rosso-Ferrari   | 1:33.753 |          |          | 16   |
| 18      | 21     | Giancarlo Fisichella | Force India-Mercedes | 1:33.910 |          |          | 17   |
| 19      | 14     | Mark Webber          | Red Bull-Renault     | 1:34.038 |          |          | 18   |
| 20      | 11     | Sébastien Bourdais   | Toro Rosso-Ferrari   | 1:34.159 |          |          | 20   |

- 1Adrian Sutil werd drie plaatsen achteruit gezet op de startgrid omdat hij Mark Webber geblokkeerd had tijdens de kwalificaties.

## Race
| Positie | Nummer | Coureur              | Team                 | Rondes | Tijd/Oorzaak uitval | Startplaats | Punten |
| ------- | ------ | -------------------- | -------------------- | ------ | ------------------- | ----------- | ------ |
| 1       | 22     | Jenson Button        | Brawn-Mercedes       | 57     | 1:31:48.182         | 4           | 10     |
| 2       | 15     | Sebastian Vettel     | Red Bull-Renault     | 57     | +7.187              | 3           | 8      |
| 3       | 9      | Jarno Trulli         | Toyota               | 57     | +9.170              | 1           | 6      |
| 4       | 1      | Lewis Hamilton       | McLaren-Mercedes     | 57     | +22.096             | 5           | 5      |
| 5       | 23     | Rubens Barrichello   | Brawn-Mercedes       | 57     | +37.779             | 6           | 4      |
| 6       | 4      | Kimi Räikkönen       | Ferrari              | 57     | +42.057             | 10          | 3      |
| 7       | 10     | Timo Glock           | Toyota               | 57     | +42.880             | 2           | 2      |
| 8       | 7      | Fernando Alonso      | Renault              | 57     | +52.775             | 7           | 1      |
| 9       | 16     | Nico Rosberg         | Williams-Toyota      | 57     | +58.198             | 9           |        |
| 10      | 8      | Nelson Piquet jr.    | Renault              | 57     | +1:05.149           | 15          |        |
| 11      | 14     | Mark Webber          | Red Bull-Renault     | 57     | +1:07.641           | 18          |        |
| 12      | 2      | Heikki Kovalainen    | McLaren-Mercedes     | 57     | +1:17.824           | 11          |        |
| 13      | 11     | Sébastien Bourdais   | Toro Rosso-Ferrari   | 57     | +1:18.805           | 20          |        |
| 14      | 3      | Felipe Massa         | Ferrari              | 56     | +1 ronde            | 8           |        |
| 15      | 21     | Giancarlo Fisichella | Force India-Mercedes | 56     | +1 ronde            | 17          |        |
| 16      | 20     | Adrian Sutil         | Force India-Mercedes | 56     | +1 ronde            | 19          |        |
| 17      | 12     | Sébastien Buemi      | Toro Rosso-Ferrari   | 56     | +1 ronde            | 16          |        |
| 18      | 5      | Robert Kubica        | BMW Sauber           | 56     | +1 ronde            | 13          |        |
| 19      | 6      | Nick Heidfeld        | BMW Sauber           | 56     | +1 ronde            | 14          |        |
| Ret     | 17     | Kazuki Nakajima      | Williams-Toyota      | 48     | Oliedruk            | 12          |        |

## Noot
- Dit was de eerste snelste ronde en de tiende podiumplaats voor Jarno Trulli.

2004 · 2005 · 2006 · 2007 · 2008 · 2009 · 2010 · 2012 · 2013 · 2014 · 2015 · 2016 · 2017 · 2018 · 2019 · 2020 · 2021 · 2022 · 2023 · 2024 · 2025 · 2026 · 2027 · 2028 · 2029 · 2029 · 2030 · 2031 · 2032 · 2033 · 2034 · 2035 · 2036